# La Catrina

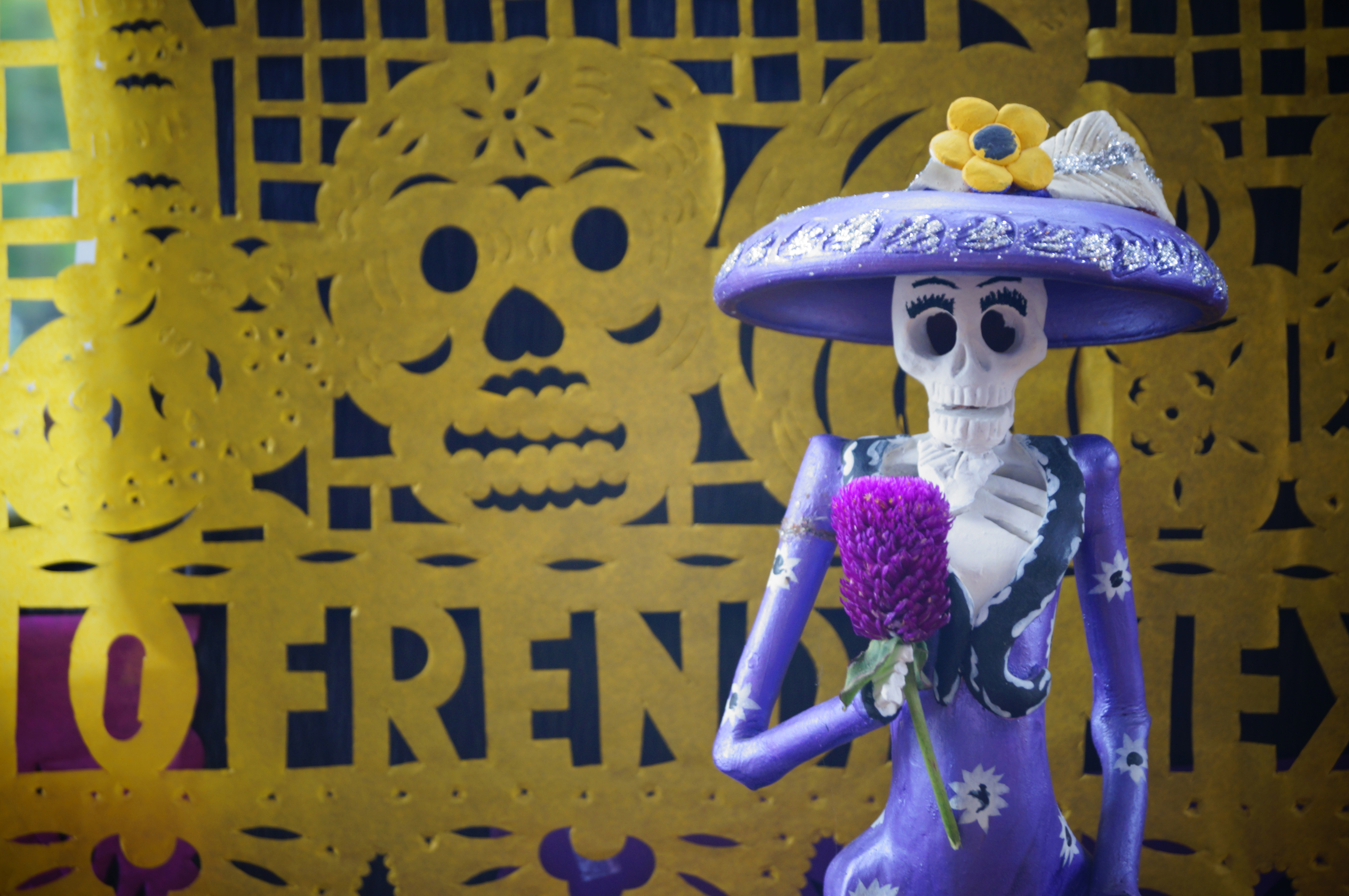
Figurka La Catriny

La Catrina, także La Calavera Garbancera – postać, pierwotnie pochodząca z jednej z ilustracji artysty José Guadalupe Posada na początku XX wieku, spopularyzowana przez meksykańskiego malarza i grafika Diego Riverę. La Catrina to dama, kobieta z wyższych sfer, która została spersonifikowana pod postacią szkieletu kobiety w eleganckiej sukni i kapeluszu z piórami, wedle ówczesnej XIX-wiecznej mody. Jest ona symbolem śmierci. Jako że śmierć i zmarli zajmują szczególne miejsce w kulturze meksykańskiej. W odczuciu Meksykanina śmierć to dalszy ciąg życia, które tu na ziemi jest tylko mgnieniem, czymś przelotnym, nietrwałym, a to prawdziwe zaczyna się dopiero po śmierci. Śmierć jest esencją życia. Stąd jej przedstawienia nie są straszne, dlatego też wizerunki śmierci przedstawiane są w postaci tańczących, pijących i śmiejących się szkieletów, a także w formie wycinanek z cieniutkiej kolorowej bibułki. Z okazji święta zmarłych organizowane są konkursy, a także wielkie wystawy sztuki ludowej, których tematem jest śmierć, np. konkursy poetyckie, na najładniejszy ołtarz ku czci śmierci czy zmarłych. Motyw Catriny pojawia się co roku w czasie obchodów Święta Zmarłych, zarówno w domach, jak i na ulicach miast, a także za nią przebierają się również ludzie czy zdobne czaszki są elementem dekoracji wielu ołtarzyków.